# Цапок Сергій Вікторович
Сергій Вікторович Цапок (нар. 6 квітня 1976, Кущевський район, Краснодарський край, РРФСР, СРСР — пом. 7 липня 2014, Краснодар, Росія) — лідер організованого злочинного угруповання в Росії, засуджений до довічного ув'язнення за організацію масового вбивства та двох інших розслідуваних убивств у Кущевському районі Краснодарського краю, кандидат соціологічних наук (наукового ступеня позбавлений), колишній депутат Ради муніципального утворення Кущевський район.

## Біографія
Народився 6 квітня 1976 року в Кущевському районі Краснодарського краю .
У середині 1980-х років батько Сергія Віктор Цапок разом зі своїм братом Миколою, відомим і досвідченим каталою, зайнялися легальнішим бізнесом — скупкою м'яса в радгоспах, а з початком перебудови у 1986 році відкрили повністю легальний кооператив із виробництва оздоблювальних матеріалів — молдингів . Після розпаду СРСР брати Цапки організували злочинне угруповання, яке почало займатися рекетом у Кущівському районі Краснодарського краю. Незабаром вони відійшли від активного керівництва створеною ними структурою, і її лідером став старший брат Сергія Цапка Микола, який мав кличку Коля Божевільний. У 1990-ті роки «цапківська» ОЗУ пов'язувалася з численними пограбуваннями, вбивствами та сотнями лише зареєстрованих зґвалтувань, у тому числі неповнолітніх, у Кущевському районі. Злочини сходили з рук завдяки зв'язкам у керівництві місцевих правоохоронних органів та наявності у членів структури довідок із психдиспансеру про те, що «вони люди хворі і не усвідомлюють». Учасники структури вирізнялися жорстокістю. Серед більш ніж двохсот членів структури діяли суворі правила: хоча багато хто пив і курив, але офіційно, принаймні, на зборах було заборонено куріння та алкоголь, щодня потрібно відвідувати спортивний зал.
Мати Надія Цапок стала генеральним директором сімейної фірми ТОВ «Артекс-Агро», заснованої на полях радгоспу, що розорився, «Степнянський». Наголошувалося, що фірма користувалася «неймовірною державною підтримкою»: до 2011 року ТОВ отримало понад 8 мільярдів рублів за кредитами та національною програмою «Розвиток АПК». Сергій Цапок одружився з мулаткою, батько якої — кубинець. У Сергія та Анжели Марії двоє дітей: син Артем та дочка Анастасія. Зареєстровано лише батьківство їхніх спільних з Анжелою Марією дітей, а шлюб у РАГС зареєстровано не було, дружина взяла собі його прізвище, коли у 2005 році отримала громадянство Росії. В 1997 році Цапок уклав і законний шлюб з іншою жінкою. 1999 року Сергій закінчив Ростовський державний університет з кваліфікацією «менеджер»; 2002 року став керівником сільськогосподарської компанії ТОВ «Артекс».
На той час він уже мав одну судимість: був умовно засуджений за статтею 144 частини 2 КК РФ (перешкода законної професійної діяльності журналістів з використанням службового становища). Подробиць цієї справи у пресі не публікувалося. За даними виборчої комісії Краснодарського краю на 2010 рік, незнятих або непогашених судимостей Цапка не мав. Жив аж до арешту у листопаді 2010 року не в Кущевському районі, а поряд, у селищі Ключовий Крилівського району. Очолив злочинне угруповання «цапківських» після того, як його брата Миколу було в 2002 році вбито.
Наприкінці 2004 року виграв вибори по ОВК № 19 (Розздольненський) до Ради муніципального утворення «Кущевський район». Очолив бюджетну комісію . У документах значився самовисуванцем та заступником генерального директора ТОВ «Артекс-Агро». У 2010 році також брав участь у виборах по тому ж округу, посів друге місце, поступившись самовисуванцю Сергію Цепов'язу, який у документах значився заступником директора ТОВ «Артекс-Агро». За відомостями низки ЗМІ, Сергій Цапок або людина, дуже схожа на нього, у 2008 році була у Москві на церемонії інавгурації президента РФ Дмитра Медведєва. Член президії опозиційного руху «Солідарність» Ілля Яшин заявляв, що Цапок був членом партії «Єдина Росія». Обидва твердження представники «Єдиної Росії» спростовували.
2009 року Цапок заснував охоронну фірму «Центуріон Плюс». У тому ж році в Південному федеральному університеті, де був старшим науковим співробітником Педагогічного інституту, захистив дисертацію на здобуття наукового ступеня кандидата соціологічних наук на тему «Соціокультурні особливості способу життя та цінності сучасного сільського мешканця». Його науковим керівником був доктор соціологічних наук, професор Віктор Ільїн, офіційні опоненти — доктор соціологічних наук, професор Тетяна Марченко та доктор соціологічних наук, професор Євгеній Харитонов. Провідна організація — Ставропольський державний університет.
Рішенням Президії ВАК у травні 2011 року був позбавлений присудженого раніше вченого ступеня.
15 листопада 2010 року Цапок був затриманий у Ростові-на-Дону, за 80 км від станції Кущовська, за підозрою в організації масового вбивства в Кущевському районі. За результатами судово-психіатричної експертизи визнано осудним та відповідальним за свої дії.

## Злочинна діяльність
Злочинне угруповання, засноване дядьком Сергія Миколою Цапком та батьком Сергія Віктором, діяло у станиці Кущевській з початку 1990-х років. Її члени займалися переважно рекетом, грабежами, зґвалтуваннями та іншими злочинами. 1998 року в банді налічувалося приблизно 70 осіб. Утім, у 1990-х роках її злочинна діяльність не набула більшого масштабу завдяки начальнику місцевого відділу внутрішніх справ Павлу Корнієнку.
На початку 2000-х років змінилося керівництво ОВС, новим начальником Кущевського РВВС став Володимир Фінько, з яким Цапки швидко встановили зв'язки. За словами Павла Корнієнка, вже в перші тижні вони підігнали йому новий «Мерседес», згодом доходило до того, що вони могли будь-якої миті прийти до Фінько, а потім він став отримувати «другу зарплату» з общака і навіть не приховував цього. . Однією з гучних акцій Цапка було доведення до штучного банкрутства радгоспу «Степнянський» та взяття його під свій контроль. Голову району Бориса Москвича, який намагався домогтися перегляду розподілу радгоспу, було вбито у січні 2002 року у дворі будівлі районної адміністрації. Злочин не розкрито і досі. За фактом порушень, пов'язаних із радгоспом «Степнянський», місцевими жителями було направлено звернення, з Краснодара для перевірки виїхала спеціальна комісія. Проте незадовго до її приїзду в конторі радгоспу сталася пожежа, яка знищила всю документацію.
Навесні 2002 року Микола Цапок побив у більярдній двох співробітників УСБ ГУВС Краснодарського краю, внаслідок чого ті зазнали серйозних травм. Микола Цапок був затриманий, проте був випущений через довідку про психічний розлад.
Підприємець Дмитро Веселов звинуватив цапковських у спільній діяльності із відомим генералом-депутатом. Частиною діяльності ОЗУ «цапковських» було залякування людей, які посміли сперечатися з правоохоронними органами: цапковські попереджали, що знищать їх разом із сім'ями, друзями та свідками, щоб не було кому скаржитися.
Як сказав губернатор Краснодарського краю Олександр Ткачов у промові на засіданні законодавчих зборів краю 24 листопада 2010 року, такі, як цапківські, є повсюдно і в краї, і по всій Росії. «Такі банди, бандочки, кримінал тією чи іншою мірою присутні скрізь. І правоохоронці, чиновники різних мастей підтримують їх. І ниточки цієї підтримки можуть іти, зокрема, і крайовий рівень. Ця підтримка, ми розуміємо, не робилася без економічного інтересу».

## Участь у масовому вбивстві у станиці Кущевська
Масове вбивство у станиці Кущевська — вбивство 12 осіб (зокрема чотирьох дітей), яке відбулося 4 листопада 2010 року у станиці Кущевській Краснодарського краю і вчинене, за результатами розслідування, членами ОЗУ « Цапковські».
За визнанням лідера ОЗУ «Цапковські» Сергія Цапка, у скоєнні злочину брали участь сам Цапок, Володимир Алексєєв («Безмежа»), Андрій Биков, Сергій Карпенко («Рис-молодший»), В'ячеслав Рябцев («Буба») та Ігор Чорних («Амур»).
Виходячи з дому, бандити помітили 14-річного Павла Касьянова, що втікав. Його мати, сусідка Аметових, була в них в гостях, і підліток вирішив її поквапити — час був пізніший. Биков вистрілив хлопчику в спину і відтяг у будинок. Потім убивці як ні в чому не бувало вирушили до місцевого кафе «Малинки».

## Слідство та суд
18 жовтня 2011 року лідера ОЗУ «Цапковські» Сергія Цапка та члена ОЗУ Володимира Алексєєва (Вова Беспредєл) привезли до станиці Кущевської із СІЗО Владикавказу для проведення слідчого експерименту.
18 серпня 2011 року матір Сергія Цапка, Надія Цапок, була засуджена за шахрайство. Вирок був оскаржений . Цапок-старша звинувачувалася в тому, що, будучи засновником ВАТ «Артекс-Агро», вона отримала бюджетні субсидії в сумі 15 млн руб. На початку серпня 2013 року суд скасував вирок та направив справу на новий розгляд. 15 листопада 2013 року Кущевський районний суд засудив Надію Цапок до трьох років позбавлення волі з відбуванням у колонії загального режиму та штрафу у розмірі 500 тисяч рублів. 17 грудня 2014 року Кущевський суд за шахрайські операції із землею на суму в 19 млн руб. засудив Надію Цапок до 6 років і 6 місяців позбавлення волі з урахуванням частини не відбутого за попередньою справою терміну позбавлення волі, а також штрафу 500 тисяч рублів.
Присяжні 8 листопада винесли банді вердикт: «усі підсудні винні і не заслуговують на поблажливість», і 19 листопада 2013 року Краснодарський крайовий суд засудив Сергія Цапка та двох його спільників — Володимира Алексєєва та Ігоря Чорних — до довічного позбавлення волі. 4 липня 2014 року Ігор Черних наклав на себе руки в камері слідчого ізолятора, повісившись на рушнику. Ще два учасники банди — Сергій Карпенко та Віталій Іванов — наклали на себе руки ще під час попереднього слідства у 2011 році.
Дружина Сергія Цапка, Анжела-Марія Цапок, у 2011 році була засуджена у справі про хабар співробітнику ДІБДР та оштрафована на 75 тис. рублів . Після початку розслідування заявила, що ніколи не була одружена з Цапком і давно не живе з ним разом . При цьому вона володіла бізнесом у Кущевській, фермери звинувачували її у захопленні земель, а на її рахунках виявили $6 млн.. За даними Фонду боротьби з корупцією та відкритими даними з ЄДРЮЛ РФ Анжела-Марія володіла ТОВ «Цукор Кубані» (ОГРН : 1082340000555) разом з колишньою дружиною заступника Генерального прокурора Геннадія Лопатіна Ольгою, дружиною спільника Цапка В'ячеславою справами Генеральної прокуратури РФ Олексія Староверова, в будинку якого були виявлені учасники банди, що вбила 14 осіб, «ГТА» . За відомостями « Известий», напередодні смерті Сергія Цапка в СІЗО Анжела-Марія спішно продала фірму, що належала їй, «Південь Агротехніка» за безцінь.

## Смерть
Сергій Цапок помер 7 липня 2014 року у СІЗО Краснодара. Причиною смерті стали інсульт та гостра серцева недостатність. Прокуратура дозволила взяти участь у пізнанні тіла Цапка родичам жертв масового вбивства. Ініціативна група жителів Кущевської, серед них — син фермера Аметова Джаліль, упізнав у поданому тілі ватажка банди, факт його смерті підтвердила дактилоскопічна експертиза. Тіло кремоване у Волгограді, останки поховані в невідомому місці.

## Научні публікації
- Цапок С. В.  / автореферат дис. ... кандидата социологических наук : 22.00.06. — Ростов н/Д : Юж. федер. ун-т, 2009. — 27 с. Архівовано з джерела 20 лютого 2022
- Цапок С. В. Проблема соціальних та соціокультурних функцій сільського господарства // Вісті вузів. Північно-Кавказький регіон . Громадські науки. — Спецвипуск «Актуальні проблеми соціальних та гуманітарних наук». — Ростов н / Д, 2009.
- Цапок З. У. Сільський соціум як соціології культури // . — Ростов н/Д:, 2008.
- Цапок С. В. Соціальні проблеми кадрового забезпечення сільськогосподарського виробництва: роль професійної освіти // Вісті ЮФУ. Педагогічні науки № 2009 р. 11.
- Цапок С. В. Соціокультурні аспекти аналізу сільського співтовариства // Вісті АМІ Міжнародна слов'янська академія освіти ім. Я. А. Каменського. Пед. інститут ЮФУ, Академія молодих дослідників № 3/2009.
- Цапок С. В. Базові цінності та спосіб життя російської сільської спільноти //. — Ростов н / Д: ІПО ПІ ЮФУ, 2009.
- Цапок С. В. Сільська поселенська спільність // Актуальні проблеми сучасних гуманітарних наук. — Ростов н / Д, 2009.